# Clutha River

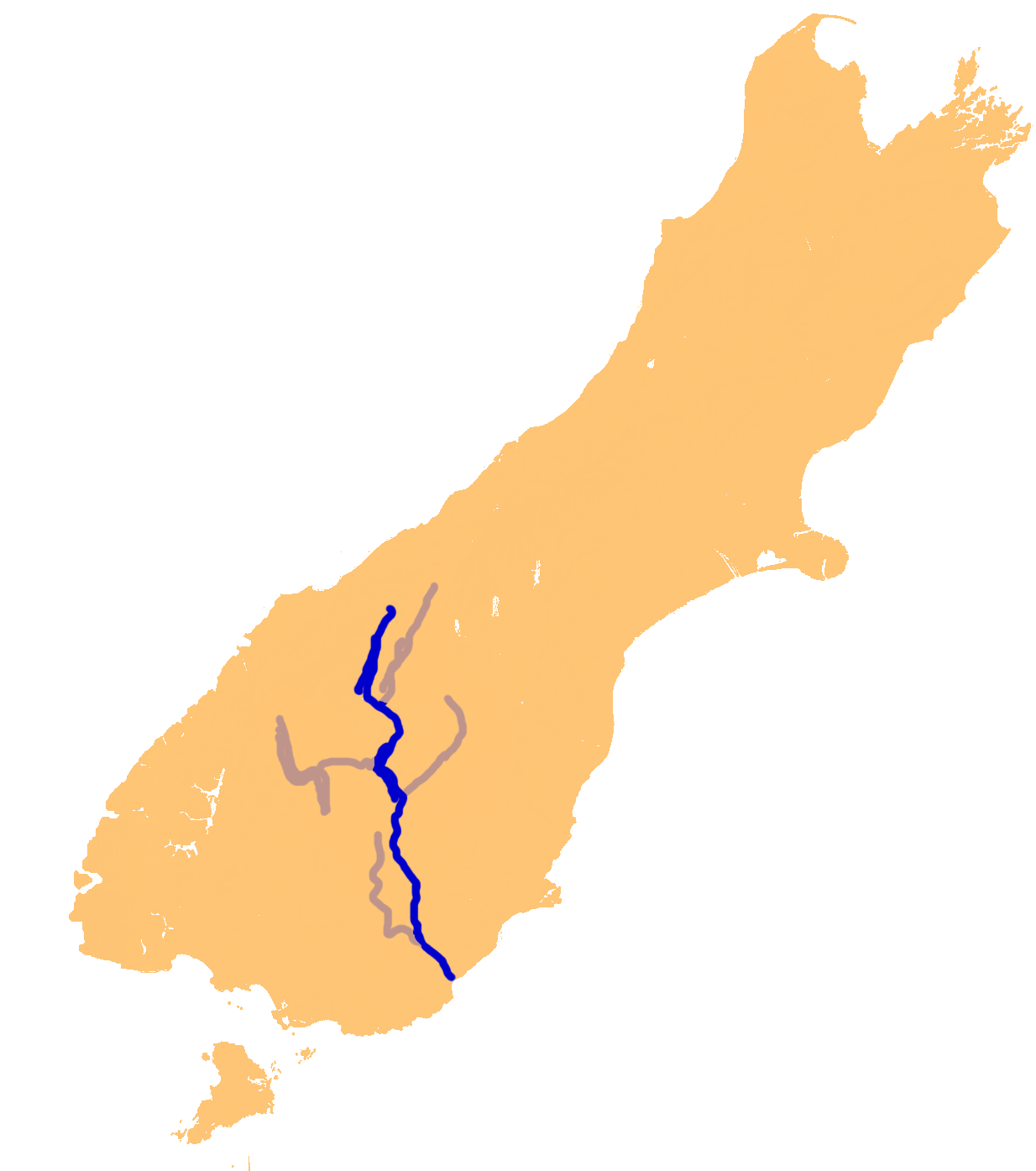
Znázornění řeky na mapě Jižního ostrova

Clutha River je se svými 338 km druhá nejdelší řeka na Novém Zélandu. Nachází se na Jižním ostrově a vlévá se do Tichého oceánu. Řeka vytéká z jezera Wanaka.